# Maybe (singel Natu)
Maybe – singel Natalii 'Natu' Przybysz zapowiadający album nagrany w hołdzie dla Janis Joplin. Premiera radiowa odbyła się 5 kwietnia 2013 r. w radiu Chilli ZET w programie „Śniadanie do łóżka”. Jest przeróbką piosenki zespołu The Chantels, wykonywaną następnie i rozsławioną przez Janis Joplin. Piosenka jest 10. z kolei na albumie "Kozmic Blues: Tribute to Janis Joplin".

## Notowania
| Lista (2013)                       | Najwyższa pozycja |
| ---------------------------------- | ----------------- |
| Lista Przebojów Programu Trzeciego | 44                |
| UWUEMKA                            | 32                |